# 漆姑虎耳草
漆姑虎耳草（学名：Saxifraga saginoides）为虎耳草科虎耳草属下的一个种。产中国西藏南部。印度北部、不丹、锡金、尼泊尔也有。生于海拔4 300-5 500米的高山灌丛草甸、高山草甸和高山碎石隙。

## 扩展阅读
- 維基物種上的相關：漆姑虎耳草